# Sassacus ocellatus
Sassacus ocellatus är en spindelart som beskrevs av Jocelyn Crane 1949. 
Sassacus ocellatus ingår i släktet Sassacus och familjen hoppspindlar. Inga underarter finns listade i Catalogue of Life.